# 35087 von Sydow
35087 von Sydow eller 1990 UE5 är en asteroid i huvudbältet som upptäcktes den 16 oktober 1990 av den belgiske astronomen Eric W. Elst vid La Silla-observatoriet. Den är uppkallad efter den svenske skådespelaren Max von Sydow.
Den tillhör asteroidgruppen Hungaria.